# Mouriri pusa

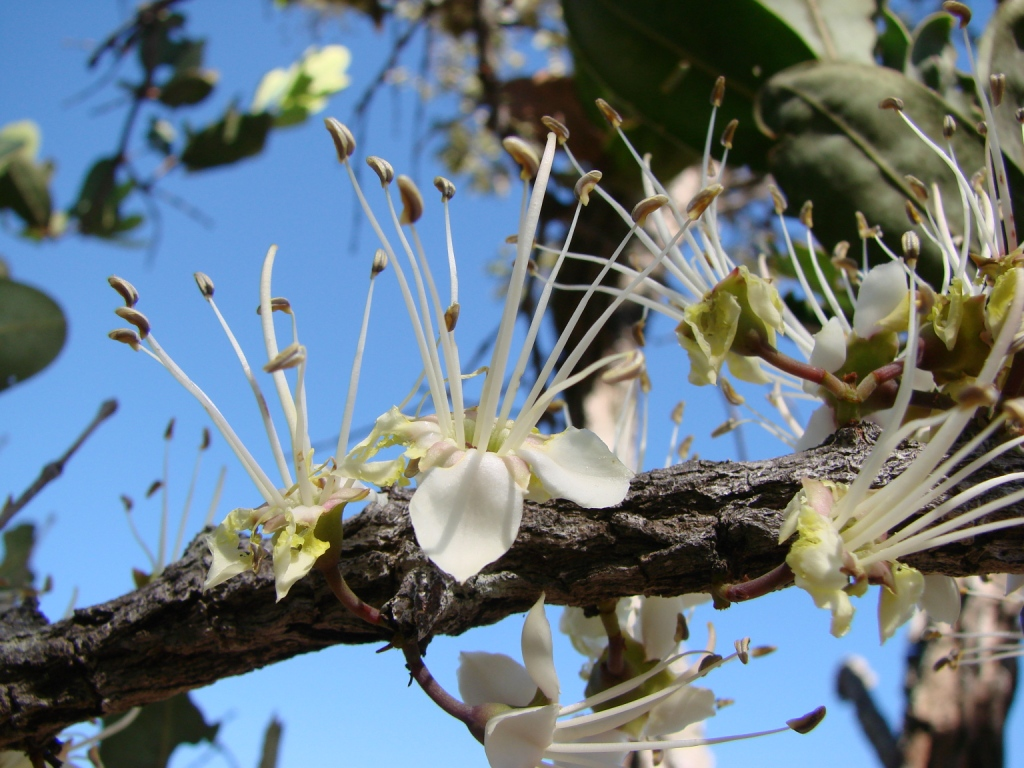
Blüten

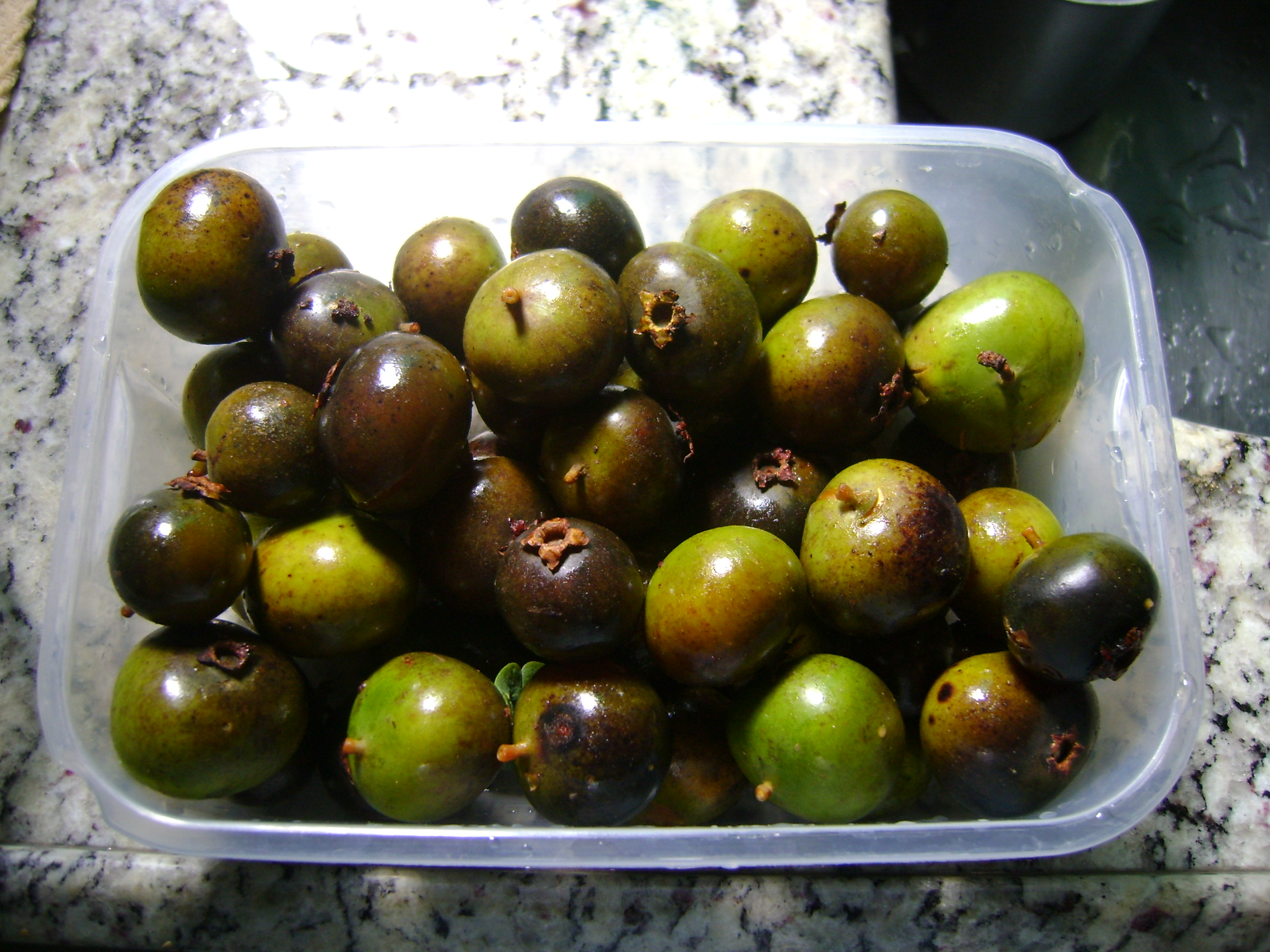
Früchte

Mouriri pusa ist eine Pflanzenart in der Familie der Schwarzmundgewächse aus dem mittleren bis nördlichen Brasilien und Bolivien. In Brasilien ist sie bekannt als Púsa, Puçá oder Puca(-Preto) auch als Jabu(o)ticaba do Cerrado. Sie ist nicht mit Plinia cauliflora, ein Myrtengewächs mit ähnlichen Früchten und Blüten, zu verwechseln.

## Beschreibung
Mouriri pusa wächst als halbimmergrüner, oft knorriger Baum bis etwa 8–9 Meter hoch. Der Stammdurchmesser erreicht etwa 20–30 Zentimeter. Die dicke Borke ist furchig und grau-braun.
Die einfachen und fast sitzenden Laubblätter sind gegenständig. Sie sind eiförmig bis elliptisch, seltener verkehrt-eiförmig oder schwach herzförmig, bis etwa 4–9 Zentimeter lang, dickledrig, steif, ganzrandig und abgerundet bis rundspitzig, seltener eingebuchtet und (fein)stachelspitzig. Die Nervatur ist gefiedert mit undeutlichen Seitenadern. Die Nebenblätter fehlen.
Die Blüten erscheinen stammblütig, kauliflor oder meist astblütig, ramiflor, einzeln oder bis zu fünft. Die meist weißen, seltener rosa oder gelblichen, meist fünfzähligen und duftenden, fast sitzenden bis kurz gestielten Blüten sind zwittrig mit doppelter Blütenhülle. Es sind zwei kleine, abfallende Tragblätter ausgebildet. Die kleinen Kelchblätter sind breit-dreieckig. Die langen 8–10, leicht ungleichen Staubblätter stehen am Rand des kleinen, becherförmigen Blütenbechers. Der mehrkammerige Fruchtknoten ist unterständig mit einem langen, schlanken Griffel mit kleiner, kopfiger Narbe.
Es werden rundliche, etwa 2–3,5 Zentimeter große, glatte, mehrsamige (bis 4) und schwärzliche Früchte, Beeren (Scheinfrucht) mit dünner, gummiger Schale sowie Blütenbecher- und Kelchresten an der Spitze gebildet.

## Verwendung
Die wässerigen, süßlichen Früchte mit gelb-orangem Fruchtfleisch und angenehmem Geschmack sind essbar, sie werden sehr geschätzt. Ähnlich sind die orangen Früchte von Mouriri apiranga und Mouriri guianensis.
Die Blätter werden medizinisch genutzt.
Das grobe, mittelschwere und nicht beständige Holz wird nur als Brennmaterial genutzt.